# Стеван Марковић (телохранитељ)
Стеван Стевица Марковић (Београд, 10. мај 1937 — Париз, 1. октобар 1968) био је телохранитељ филмског глумца Алена Делона. Пронађен је мртав, а његова смрт покренула је политичку аферу која је месецима потресала Француску. О његовом животу писац Душан Савковић написао је 1970-их година култни роман Горила и његове наставке.

## Биографија
Стеван Марковић је рођен у Београду, 10. маја 1937. године. Одрастао је у Сремској улици (београдска општина Стари Град). Припадао је мангупима из Савамале, чија је територија обухватала леву страну од Кнез Михаилове улице и Калемегдана, све до савамалских докова. Као младић је био проблематичан. Учествовао је у уличним тучама и време углавном проводио у Кнез Михаиловој, на Калемегданској тврђави и савској обали, џез игранкама и тренирајући рвање у Спортском друштву Раднички у београдском кварту Црвени крст на Врачару. Авантуристичког духа и са жељом да напусти Београд, Стевица са четворицом пријатеља крајем лета 1958. одлази у Истру, наводно на летовање, али су неколико дана касније сви заједно илегално пребегли преко државне границе у Италију, а одатле у Француску. Циљ им је био Париз.

### Живот у Паризу
У Паризу, Стевица се придружује заједници емиграната из тадашње социјалистичке Југославије, углавном својих вршњака, где преживљава седам година у немаштини, станујући у јефтиним становима и бавећи се повременим пословима, највише фотографисањем страних туриста. Године 1965. пријатељ и сусед из Сремске улице, Милош Милошевић, упознао га је са чувеним француским глумцем Аленом Делоном. Исте године, на Милошеву молбу, Делон помаже Марковићу да изађе из затвора у Белгији, где је доспео јер је, наводно из незнања, као возач учествовао у једној пљачки. Стеван постаје Делонов пријатељ, пратилац и телохранитељ, заузевши место које је некада припадало Милошу Милошевићу, а који тада већ био отишао у Холивуд.

### Живот са породицом Делон
Поставши Делонов телохранитељ и пријатељ, Стевица Марковић је становао у приземљу његове куће у Паризу. Иако му је Делон нудио мање улоге у филмовима, током три године проведене са њим, Стеван није искористио прилику за напредовање и усавршавање преко Делонових веза и утицајних пријатеља. Солидан џепарац који је добијао трошио је на коцку, клађење на коњским тркама и у проводима, што је брачном пару Делон све више сметало. Причало се чак да је имао и кратку аферу са Натали Делон. Током лета 1968. његов однос с Делоновима постаје све компликованији. Они желе да прекину заједнички живот с њим, нудећи му отпремнину од продаје старе Аленове куће у авенији Месин, али Стеван жели више и поставља услове које брачни пар не жели да прихвати. Претпоставља се да је то разлог због којег се упустио у уцену.
Током живота у Делоновом окружењу, Марковић је био и љубавник многих супруга познатих Француза. Имао је обичај да даме слика у ласцивним позама, а затим фотографије шаље њиховим мужевима, тражећи новац у замену за слике.

### Смрт
Марковићева смрт изазвала је политичку аферу која је дуго потресала француску, као и југословенску јавност. Остала је запамћена као „Афера Марковић”.
У недељно вече, 22. септембра 1968. године, Стеван Марковић је изашао из стана у авенији Месин и после неколико минута ушао у црни такси марке „пежо 404”. На задњем седишту чекао га је мушкарац којег су касније два сведока препознала као Марковићевог пријатеља Уроша Милићевића, али ће накнадно они ипак променити исказе. Милићевић је био један од кључних сведока у каснијој истрази убиства и последњи који га је видео живог. Неколико дана касније, 1. октобра, тело непознатог мушкарца пронађено је на депонији у насељу Еланкур, недалеко од Версаја, у пластичној кеси, везаних руку и ногу. Париска полиција је на основу отисака прстију и утврђивања пребивалишта установила да је убијени био југословенски држављанин и емигрант, да се звао Стеван Марковић и да је био близак пријатељ француског глумца Алена Делона. Након прве обдукције, саопштено је да је Марковић усмрћен ударцем тврдим предметом. Међутим, након ексхумације тела, нова обдукција показала је да је Марковић убијен ватреним оружјем калибра 9 мм, које су у то време користиле професионалне убице.
На основу пронађених Марковићевих писама, полиција је прво посумњала да иза убиства стоје Ален Делон и његова тадашња супруга Натали, као и корзикански криминалац Франсоа Маркантони, али убрзо потом у листу „Фигаро” објављено је анонимно писмо у коме се говори о учешћу високих државних функционера и бивших чланова влада на оргијама које је Маркантони организовао у Делоновој кући. У писму се, такође, наводи да извесни Југословен по имену Аков има доказе о томе. Од тог тренутка ово убиство прераста у политичку аферу. Говори се о фотографијама „посебног карактера” на којима је, наводно, била и Клод Помпиду, супруга тада бившег француског премијера Жоржа Помпидуа. Афера је попримила обрисе завере усмерене против Помпидуа, како би се спречила његова кандидатура на председничким изборима иза које су, по Помпидуовом чврстом убеђењу, стајали људи блиски генералу Шарлу де Голу.
Ален Делон је више пута испитиван поводом овог догађаја, његов алиби довођен је у сумњу, разни докази појављивали су се годинама касније, али чврсти докази за његово кретање на дан Марковићевог убиства никада нису пронађени. Након саслушања више стотина сведока убице нису откривене, као ни разлози због којих је Марковић страдао, а суђење поводом овог убиства никада није одржано. Најближа истини вероватно је претпоставка да су Марковића убили они који су конструисали читаву аферу у циљу политичке дискредитације Жоржа Помпидуа. Готово је извесно да фотографије са забава за одрасле нису ни постојале, обзиром на чињеницу да се током више од пола века никада нису појавиле у јавности. Гостујући у емисији „Вече са Иваном Ивановићем”, 7. октобра 2016. године, Ален Делон је сасвим отворено говорио о свом односу са Стевицом Марковићем и о афери која му је обележила живот, потресла француску јавност и довела га пред суд правде као главноосумњиченог за Марковићево убиство.

### Истрага убиства
Током првог сведочења током истраге овог убиства, Ален Делон је негирао да је познавао убијеног, али је полиција пронашла Стеванова писма која је слао пријатељима и старијем брату који је живео у Југославији и у којима је описивао своје лоше материјално стање и незадовољство брачним паром Делон. У једном од писама, Марковић је намеравао да уради „нешто велико” уколико му не буду изашли у сусрет. У тим писмима, која су касније објављена и у штампи, могло се прочитати да је добијао претње. Било је јасно да је поред Алена и Натали, у прикривеној форми, мислио и на тада јавности мало познатог Франсоу Маркантонија. Маркантони, рођени Корзиканац, био је Делонов пријатељ још из времена пре него што је глумац постао славан. Био је члан Покрета отпора за време окупације Француске у Другом светском рату и цењен због храброг држања током испитивања у затвору. Међутим, његове послератне везе са различитим утицајним структурама, од обавештајних и параобавештајних, до криминалних и мафијашких, помагале су му у различитим легалним и нелегалним пословима. Неколико пута завршио је и у затвору, између осталог и када је због Марковићевих писама позван на испитивање и задржан на дуже време, а да званично никада није ни био у притвору.
Поред Маркантонија, као сведок је позван и Урош Милићевић, који се представио инспекторима као Стеванов близак пријатељ. Стеван му је наговестио да иде на важан састанак и да ће отићи сам, али је он одлучио да га кришом прати све до уласка Марковића у такси у којем га је неко чекао. Убрзо после испитивања, почетком новембра, Урош нестаје из Париза, а неколико дана касније у једном београдском дневном листу освануо је интервју с њим. Тврдио је да му је живот био у опасности, јер је много тога знао па је морао да напусти Париз. Репортери и новинари из целе Европе ускоро су почели да долазе у Београд и плаћају за интервјуе са њим.

### Контроверзе око убиства
Тих дана, француска полиција интензивно је трагала за мушкарцем, који је такође нестао као и Урош Милићевић. У београдској штампи осванула је фотографија уз име човека који се звао Милош Милошевић, као и Милош Милошевић из Холивуда, познатији као Миша Словенац. Он је био један од момака са Црвеног крста који је у том тренутку био најтраженији човек у Француској. Новинари су затим објавили да се Миша Словенац телеграмом однекуд јавио мајци како би је обавестио да је жив. Претпостављало се да је он био веза у решавању неспоразума између Марковића и Делона, који је у то време у Сен Тропеу снимао филм „Базен”. Према једној верзији, Миша Словенац је Марковића намамио у монденско летовалиште, док га је, према другој, пријатељски саветовао да се негде склони и да ни по коју цену не долази у Сен Тропе. Његова улога у афери је остала нејасна. Једино се зна да је један од ретких из круга око афере „Марковић” који су остали живи.
У међувремену, Урош Милићевић из Београда обавештава јавност да му је Стеван дан пре нестанка скренуо пажњу да, ако се 23. септембра не врати, то значи да ће вероватно бити убијен. Према претходном договору, Урош једно писмо шаље Стевановом брату у Југославију, а друго Натали Делон. Затим ступа у контакт с Марковићевом девојком Клод Хос и тражи да пређе у један од њених станова јер се плашио да би могао бити убијен. Са собом је наводно понео и Стеванове личне ствари, писма, нотес и дневник за који се претпостављало да је био предмет уцене и који се наводно доводио у вези са сусретима које је Стеван имао с богатим и утицајним људима, а нарочито са женама из високих слојева француског друштва. Урош се, наводно, у Паризу срео са Маркантонијем, који је баш у време Марковићевог нестанка био у Сен Тропеу, мада има и оних који су тврдили да се тај сусрет никада није десио. Постојала је и теорија да је управо Урош био тај који је био у таксију заједно са Стеваном. Накнадно су пронађене повратне авионске карте на релацији Сен Тропе — Париз, које је користио Милићевић, а наводно их платио Делон. Претпоставља се да је Урош у Сен Тропеу добио инструкције да се врати у Париз и пронађе Стеванове личне ствари. Према подацима из истраге Милићевић је на самом почетку, пре друге аутопсије, када се још сматрало да је Стеван убијен тврдим предметом, изјавио да је убијен пуцњем из ватреног оружја. Да ли је Урош знао како је Марковић убијен, или је тек само нагађао, вероватно никада неће бити разјашњено. У првој половини '70-их Урош се вратио у Француску и дао полицији нове исказе, који су били у супротности са ранијим. Истражни органи закључили су да је сведок постао непоуздан и одустали су од њега, али августа 1976. полиција у Бриселу пронашла је два мртва тела у стану који је припадао српском емигранту. Један од те двојице био је Урош Милићевић, тада стар 27 година. Према званичној верзији, убијен је у обрачуну емигрантског подземља, а незванично се његово убиство доводило у директну везу са афером „Марковић”.

### Афера „Марковић”
Крајем 1968. године долази до неочекиваног обрта у истрази. Извесни Боривој Ацков из затвора шаље писмо Алену Делону, како би му изјавио саучешће због смрти заједничког пријатеља Стевице, али писмо не долази на одредиште, већ завршава код истражног судије Ренеа Патара, који је од почетка водио овај случај. Ацков је у свом сведочењу помињао познанство са Урошем и претпостављао да је Стеван убијен због уцене, а поменуо је и сеансе групног секса, којима је и сам присуствовао. Стеван је, наводно, имао обичај да уцењује жене из имућних кругова тајно снимљеним фотографијама и то скупо наплаћивао. На крају сведочења поменуо је и високу, плавокосу жену у касним четрдесетим, за коју му је у крајњој дискрецији речено да је жена премијера француске владе. Више се није радило само о уцењеним пријатељима и богаташима из круга филмске звезде, убијеном емигранту из Југославије и све већем броју непоузданих сведока. Уплитање жене премијера у такве сплетке значило је скандал који је могао имати несагледиве последице по кредибилитет државе.
Убрзо се у игру умешала и француска служба безбедности. У јавности се затим појавила вест да је њихов агент посетио поменуту жену, која је и сама некада радила за ову службу у Алжиру и да је од ње сазнао да постоје фотографије са забава за одрасле у којима је главни актер био Марковић са познатим личностима. Вест је изазвала још већи скандал од оног у коме се убијени Марковић доводио у везу са Делоном и његовим богатим пријатељима. Већ у јануару 1969. до јавности стиже нова шокантна вест, сведочење Стевановог брата Александра Марковића, који је у истрази рекао да је са Стеваном, Аленом и Натали Делон био на ручку у друштву са Жоржом и Клод Помпиду. Изгледало је да је политичка каријера бившег премијера Помпидуа готова, нарочито због његове намере да се на изборима кандидује за председника државе. Помпиду је касније изјавио да је до ручка са Аленом и Натали Делон требало да дође, али да је отказан, јер је његову супругу заболела глава. После смрти Жоржа Помпидуа његова супруга Клод и син објавили су књигу његових сећања, где бивши премијер и председник Француске описује политичку позадину афере „Марковић” као политичку борбу и да су у ту аферу умешани водећи функционери де Голове партије, као и сам генерал де Гол. У књизи се налази и део у коме пише да су Жорж и Клод Помпиду познавали Алена Делона, као тадашњу највећу звезду Француске и да су се дружили с њим, али да никаквог Стевана Марковића нису никада видели.
После више од пола године, због недостатка конкретних доказа о умешаности у убиство Стефана Марковића, Маркантони је пуштен на слободу. Истрага се наставила, а Жорж Помпиду, упркос овом скандалу, победио је на председничким изборима који су се одржали у лето 1969. године.

## Социолошки утицаји
О убиству Стевице Марковића постоји неколико књига и документарних филмова, али афера „Марковић” је и даље обавијена тајном. Упркос намери, играни филм на ту тему никада није снимљен. Филмски редитељ Ив Боасе својевремено је изјавио: „Нисам успео да направим филм о ‘афери Марковић’ иако сам то силно желео и годинама скупљао документацију. Притисци су били толико јаки са свих страна да је то просто било немогуће. Сви докази били су уклоњени, ништа није могло званично да се потврди, а Ален Делон ми је једном приликом рекао: ‘Ти ћеш бити мртав човек ако направиш тај филм’. То није била претња него констатација — знало се какав би земљотрес изазвало расветљавање убиства у које је био укључен читав политички естаблишмент Француске, као и тајне службе неколико земаља. Опасно”.
Прву књигу на ову тему написао је чувени српски новинар, писац и сценариста Душан Савковић. Био је то тада култни роман „Горила”, објављен 1974. године. Касније је написао и наставке овог романа, „Горила 2” (1980) и „Загрљај Париза” (1982).
Средином 2020. године, роман о Стевици Марковићу, под насловом „Стевица Марковић: Највећа прича о првом мангупу Београда и Југославије” објавио је и српски писац и новинар Бранко Росић.
О афери „Марковић” 2001. године снимљен је документарни филм „L'Affaire Markovic”, у трајању од 52 минута.
Исте 2001. године У Француској је, у оквиру серијала „Passé sous silence” (Прошло у тишини) аутора Рејнолда Исмара (Reynold Ismard), 22. новембра емитована епизода „L'affaire Markovic”.
У серијалу „La case du siècle” (Случај века), који се у Француској емитује од 2010. године, 13. октобра 2019. емитована је епизода „L'affaire Markovic: coup bas chez les gaullistes” (Афера „Марковић”: низак ударац деголиста).
Године 2012. на телевизији Хепи емитован је играно-документарни серијал „Лепи и мртви”. Кроз 15 епизода овај серијал, аутора Миломира Марића, прати живот и смрт првих београдских „жестоких момака”, Стевице Марковића и Милоша Милошевића.

## Занимљивости
Стевица Марковић се током живота са Делоном понашао осионо и користио се славом свог послодавца. Чак је у популарном француском часопису Пари Мач (Paris-Match) о њему објављена репортажа под насловом „Стеван Марковић — најјачи и најлепши човек у Паризу”. Да би задивио своје земљаке у емиграцији, Марковић им препричава догодовштине са Аленом Делоном, па чак и анегдоту како је једном приликом послао славног глумца да му купи новине. Уочи једног спектакуларног наступа Џонија Холидеја у Паризу, Марковић је обећао земљацима да ће изазвати скандал, па се у једном тренутку током концерта попео на бину, отео гитару од Холидеја и почео да га удара. Тражио је од славне француске рок звезде да виче „Живео цар Лазар” и „Живео Милош Обилић”.
Током 1968. у Француској и широм Европе избили су студентски немири. Чак се и тадашњи председник Француске, генерал Шарл де Гол, на неко време склонио из Париза. Постоје сведочења да је, као велики пријатељ тадашњег француског премијера Жоржа Помпидуа, Ален Делон ангажовао Стевицу Марковића да учествује у тучи студената, што је овај, наводно, одбио.
Чувени српски глумац Драган Николић у раној младости дружио се са Мишом Словенцем (Милош Милошевић), јединим преживелим сведоком из афере „Марковић”. Чак су заједно полагали пријемни испит на Факултету драмских уметности у Београду. Пошто су обојица ушли у ужи избор, договорили су се да, ако не прођу, емигрирају у Француску. Драган Николић је положио пријемни, а Миша је отишао у Француску, где се прикључио екипи Стевице Марковића.
Марковић се често спомиње у филму „Мадам Клод“ доступном на Нетфликс платформи.